# 10601 Hiwatashi
10601 Hiwatashi este un asteroid din centura principală de asteroizi.

## Descriere
10601 Hiwatashi este un asteroid din centura principală de asteroizi. A fost descoperit pe 16 octombrie 1996 la Kuma Kogen de Akimasa Nakamura. Asteroidul prezintă o orbită caracterizată de o semiaxă mare de 3,16 ua, o excentricitate de 0,25 și o înclinație de 3,0° în raport cu ecliptica.